# Dual e Turconi
Dual e Turconi war ein italienischer Hersteller von Automobilen.

## Unternehmensgeschichte
Das Unternehmen aus Mailand begann 1899 mit der Produktion von Automobilen. Der Markenname lautete Dual-Turconi. 1901 stellte das Unternehmen ein Fahrzeug auf dem Turiner Autosalon aus. Im gleichen Jahr endete die Produktion nach nur wenigen hergestellten Exemplaren.

## Fahrzeuge
Das Unternehmen fertigte Dreiräder sowie vierrädrige Kleinwagen und verwendete dazu viele importierte Komponenten. Das Modell Ideal hatte einen Einzylindermotor mit 3 PS oder 3,5 PS Leistung, der vorne im Fahrzeug montiert war. Der Motor trieb über Riemen die differentiallose Hinterachse an. Das Getriebe verfügte über zwei Gänge. Die bauartbedingte Höchstgeschwindigkeit war mit 30 km/h angegeben. Ab 1901 wurde Kettenantrieb verwendet. Ein Fahrzeug dieses Herstellers bewies auf einer Fernfahrt von Mailand nach Paris und zurück seine Zuverlässigkeit.